# ゴールディ (ワシ)
ゴールディ（Goldie）は、1960年代にロンドン動物園で飼育されていたオスのイヌワシである。1965年3月に動物園から逃げ出し、イギリス中で話題になった。
2月28日、飼育係の清掃中にケージから飛び出したゴールディは、イギリス海軍や民間防衛軍の手を借りた大規模な捕獲作戦にもかかわらず、12日間にわたり逃げ続けた。逃亡中は動物園の周りにあるリージェント・パークにいることが多かったが、近隣のカムデンタウン、トテナムコートロード、ユーストンにも出かけている。
ゴールディの逃亡はイギリス中で話題になった。動物園には捕獲方法を助言する電話や手紙が大量に届き、ゴールディを捕まえようとする飼育係を見るために、大勢の人がリージェント・パークに集まった。公園の周囲では、飛んでいるゴールディを見るドライバーのせいで、ひどい交通渋滞が起きた。
この逃亡劇はメディアでも大きく報道された。BBCのテレビ番組ではレポーターのジョン・トンプソンがエチオピアのバードパイプを吹いて、ゴールディを誘き寄せようとしたものの失敗。ゴールディは庶民院の討論でも話題にのぼった。
逃亡中、ゴールディは公園内にある在英アメリカ大使邸のアヒルを襲って食べている。公園では２匹のテリアが襲われたが、周囲の人々により追い払われた。
ゴールディが捕まったのは3月11日。動物園の副飼育係長がウサギの肉で誘き寄せ捕獲した。事件後もゴールディは元気で、パートナーのレジャイナのいる元のケージに戻された。ゴールディの帰還後しばらくは、動物園の来園者が倍近くに増加した。
ゴールディは1965年の12月にもう一度脱走しているが、この時は4日間で再び捕まっている。